# 小袋谷川
小袋谷川（こぶくろやがわ）は、神奈川県鎌倉市の小袋谷、山ノ内、大船などを流れ、柏尾川と合流する鎌倉市管理の準用河川。

## 概要
河川延長は2.1km、流域面積は3.8㎢。源流は西瓜川と明月川で、「山之内川」と呼称された時期もある。川は柏尾川まで続いている。鎌倉市の大船地域を流れ、鎌倉街道の地下なども流れる。川の近くには、寺院や小学校なども存在している。
台との境を流れるため、「さかい川」とも呼ばれ、過去にたびたび川をめぐる論争が起こっている。

## 周辺施設
- 鎌倉市立小坂小学校
- 円覚寺